# Plac Zjednoczenia w Poznaniu
Plac Zjednoczenia – nieistniejący plac w centrum Poznania, położony na zachód od Mostu Królowej Jadwigi, w przybliżeniu nieco na wschód od obecnego skrzyżowania ulic: Strzeleckiej, Garbary, Królowej Jadwigi i Drogi Dębińskiej. Częściowo pokrywa się z obecnym Parkiem Tadeusza Mazowieckiego.
Plac powstał nad Wartą w 1905, po zburzeniu fortyfikacji, na przedpolu Bramy Dębińskiej, gdzie kończyła się Promenada Piastowska, wiodąca od Mostu Świętego Rocha. Nadano mu nazwę Zollernów (Zollernplatz). Oficjalną nazwę polską ustanowiono dopiero 5 stycznia 1920, wraz z placem Niepodległości. Nazwa upamiętniać miała pierwsze wielkie wydarzenie w dziejach Polski po roku 1253, tj. dacie lokacji Poznania, a było nim zjednoczenie ziem polskich na przełomie XIII i XIV wieku (plac Niepodległości upamiętniać miał ostatnie wielkie wydarzenie, czyli odzyskanie niepodległości w 1918).
Plac przestał istnieć po II wojnie światowej, kiedy to w 1952 otwarto Most Marchlewskiego (Królowej Jadwigi) i dochodzącą do niego od zachodu ul. Królowej Jadwigi, która wówczas miała za patrona Juliana Marchlewskiego.
Obecnie w rejonie dawnego placu znajdują się m.in.: budynki AWF, Skwer Przyjaźni Polsko-Węgierskiej i budynek Victoria-Center.